# (33879) Kierstendeen
2000 JG62 (asteroide 33879) é um asteroide da cintura principal. Possui uma excentricidade de 0.16531230 e uma inclinação de 3.60391º.
Este asteroide foi descoberto no dia 7 de maio de 2000 por LINEAR em Socorro.